# 腓特烈·阿爾布雷希特 (安哈特-貝恩堡)
腓特烈·阿爾布雷希特（德語：Friedrich Albrecht，1735年8月15日—1796年4月9日），安哈特-貝恩堡親王，1765年至1796年在

## 家庭
1763年，腓特烈·阿爾布雷希特與什勒斯維希-霍爾斯坦-森訥堡-普勞恩的路易絲·阿爾貝汀結婚，兩人共有1子1女：
1. 阿歷克塞（1767年—1834年），安哈特-貝恩堡公爵
2. 保琳（1769年—1820年），利珀親王妃